# Truplaya falkei
Truplaya falkei är en tvåvingeart som beskrevs av Loïc Matile 1978. Truplaya falkei ingår i släktet Truplaya och familjen platthornsmyggor.
Artens utbredningsområde är Uganda. Inga underarter finns listade i Catalogue of Life.